# Chickenfoot
Chickenfoot – supergrupa grająca hard rock.
W skład zespołu wchodzą: wokalista Sammy Hagar (dawniej w Van Halen i Montrose), basista Michael Anthony (dawniej w Van Halen), perkusista Chad Smith (grający również w Red Hot Chili Peppers) oraz gitarzysta Joe Satriani.
Pierwszy swój album zatytułowany Chickenfoot grupa wydała 5 czerwca 2009 roku. Wydawnictwo uzyskało status złotej płyty w Stanach Zjednoczonych sprzedając się w nakładzie 500 tys. egzemplarzy.
Pierwszy raz Chickenfoot wystąpił razem w lutym 2008 w Las Vegas. Zespół zagrał wtedy 3 piosenki włączając Rock and Roll Led Zeppelin oraz Dear Mr. Fantasy Traffic.

## Dyskografia
Albumy
| 2009                           | Chickenfoot - Data: 5 czerwca 2009 - Wydawca: Redline Entertainment | 4 | 5  | 11 | 17 | 23 | 25 | 36 | 36 | 36 | 67 | 50 | - RIAA: złoto |
| 2011                           | Chickenfoot III - Data: 26 września 2011 - Wydawca: eOne Music      | 9 | 19 | 12 | 13 | –  | 36 | 11 | 41 | 45 | 81 | 46 |               |
| „–” pozycja nie była notowana. |                                                                     |   |    |    |    |    |    |    |    |    |    |    |               |

Single
| Rok                            | Tytuł               | Pozycja na liście | Album       |
| Rok                            | Tytuł               | US Main Rock      | Album       |
| ------------------------------ | ------------------- | ----------------- | ----------- |
| 2009                           | „Oh Yeah”           | 21                | Chickenfoot |
| 2009                           | „Soap on a Rope”    | –                 | Chickenfoot |
| 2009                           | „Sexy Little Thing” | 40                | Chickenfoot |
| „–” pozycja nie była notowana. |                     |                   |             |